# Théodore du Plessis-Gouret
Pour les articles homonymes, voir Duplessis et Plessis (homonymie).
Théodore du Plessis-Gouret, né le 28 septembre 1838 à Nyon et mort le 1er juin 1922 à Genève, est un préfet et une personnalité politique suisse.

## Biographie
De confession protestante, membre de l'Église évangélique libre du canton de Vaud, originaire de Morges, Théodore du Plessis-Gouret est le fils de Marc-François-Emmanuel du Plessis-Gouret, copropriétaire du canal d'Entreroches et chambellan du roi de Bavière[Lequel ?], et de Caroline-Elisabeth Dutoit. Sa sœur, Élise de Pressensé, est une femme de lettres engagée sur le plan de l'action sociale. Il épouse en premières noces Aline de Charrière et en secondes noces Julie Gaillard.
Après des études à la faculté de théologie libre à Lausanne, il travaille à Paris dans une grande maison d'édition à Paris, avant de s'enrôler en 1865 dans la Légion étrangère. De retour en Suisse en 1868, il enseigne l'histoire à Clarens. Il sera en outre membre du synode et administrateur de la Compagnie ferroviaire de la Suisse occidentale et du Simplon. Il fait partie de la Société Société d'étudiants de Zofingue, puis de celle de Belles-Lettres.

### Carrière politique
Théodore du Plessis-Gouret est préfet du district de Nyon entre 1872 et 1878. Proche à la fois des libéraux et des radicaux, il refuse son élection au Conseil d'État pour ne pas faire d'ombre à son ami Charles Boiceau, libéral, élu quatre ans auparavant. Il est Conseiller national du 4 juin 1877 au 1er janvier 1879,,.